# 福岡地家裁甘木支部廃止取消請求事件
福岡地家裁甘木支部廃止取消請求事件（ふくおかちかさいあまぎしぶはいしとりけしせいきゅうじけん）は地方裁判所および家庭裁判所の支部（以下、「地家裁支部」と略記）廃止の取り消しを求めた日本の行政訴訟。日本国憲法第32条の「裁判を受ける権利」と廃止処分の整合性が争点となった。

## 概要
1989年12月13日に最高裁判所の裁判官会議は最高裁判所規則を一部改正して、対象人口や事件受理件数などを理由に1990年4月1日をもって28道府県41か所の地家裁支部を廃止すると決定した。
41か所に及ぶ統廃合の中には、福岡地家裁甘木支部が廃止されて福岡地家裁へ統合されることが含まれていたが、福岡地家裁甘木支部管内の住民14人が「福岡県最東部である甘木支部管内の宝珠山村や小石原村からは甘木支部へは遠い所で往復3時間かかっていた裁判所までの所要時間が、福岡県西端に位置する福岡地家裁本庁へ統合されることで約7時間となり一般国民と比べて受忍限度を超えるものであり、憲法が保障した裁判を受ける権利を侵害するだけでなく、老人や体の不自由な人たちにとってはその権利自体を奪うことに等しい」として最高裁を相手に福岡地家裁甘木支部の廃止決定の取り消しを求める行政訴訟を起こした。
1990年3月16日に福岡地方裁判所は甘木支部の性格について「独立の裁判所ではなく、その管轄区域は福岡地家裁本庁との間の事務分配の地域的な一応の基準に過ぎない」とし、「配置は内部の事務的問題で近くにあるという事実上の利益があったとしても、法律で保障された権利ではない。当事者間の権利関係に絡む紛争ともいえず、訴えは不適法。」「法律で守られる国民の利益を争うには福岡地家裁本庁の管轄区域を福岡県と定めた下級裁判所の設立及び管轄区域に関する法律が限度である」として原告の請求を棄却した。1990年8月23日に福岡高等裁判所は原告の控訴を棄却した。
1991年4月19日に最高裁第二小法廷は一、二審判決を支持して上告を棄却する判決を出し、原告の請求棄却が確定した。

## 忌避申し立て
原告住民が最高裁に上告した際、担当した最高裁判所第二小法廷について、その時点での第二小法廷の最高裁裁判官5人の内3人（草場良八・藤島昭・香川保一）は福岡地家裁甘木支部廃止を決めた最高裁裁判官会議のメンバーという形での当事者であり、公平な審理が期待できないとして3人について忌避を申し立てたが、1991年2月25日に最高裁第一小法廷は、日本国憲法が最高裁を唯一の最終審裁判所とする一方で規則制定権も与えていることから、「最高裁規則を巡る訴訟で規則を制定した裁判官会議に参加したことを理由に忌避を申し立てることはできない」という判断を下して申し立てを却下した。
なお、第二小法廷の最高裁裁判官3人の忌避について審理した最高裁第一小法廷の裁判官5人の内3人（大内恒夫、四ツ谷巖、大堀誠一）は福岡地家裁甘木支部廃止を決めた最高裁裁判官会議のメンバーという形での当事者であった。また、忌避されなかった草場良八裁判官は最高裁長官であったことで、最高裁長官は小法廷の審理に参加しない慣例にのっとり、最高裁第二小法廷の審理には参加しなかった。

## その他
1990年2月18日に実施された1990年最高裁判所裁判官国民審査では、福岡県甘木市と朝倉郡（4町2村）において福岡地家裁甘木支部廃止に関して最高裁決定に関わった最高裁裁判官へ「×」をつける住民運動が展開され、最高裁判所裁判官への不信任票が大幅に増える現象が起こった。甘木市で35.67%、朝倉郡で28.72%であった。